# Wakendorf I
Wakendorf I ist eine Gemeinde im Kreis Segeberg in Schleswig-Holstein. Die Zusatzbezeichnung I wurde in preußischer Zeit eingeführt, um die Gemeinde von einer 20 Kilometer südwestlich gelegenen gleichnamigen Gemeinde im selben Kreis zu unterscheiden.

## Geografie
Das Gebiet der Gemeinde Wakendorf I erstreckt sich etwa neun Kilometer südsüdöstlich der Kreisstadt Bad Segeberg und etwa sechs Kilometer nördlich von Bad Oldesloe am östlichen Ufer der Trave Es liegt im südöstlichen Bereich des Naturraums Ostholsteinisches Hügel- und Seenland.

## Geschichte
Der Ort wurde im Jahr 1249 als Wakendorpe erstmals urkundlich erwähnt. Die 1911 gegründete Meierei, später Zentral-Käserei und Meierei Wakendorf I GmbH genannt, bestimmte lange die Entwicklung im Ort. 1965 wurde sie mit der Genossenschaftsmeierei in Sievershütten zusammengelegt und Mitte der 1980er Jahre ganz geschlossen.

## Politik

### Gemeindevertretung
Bei der Kommunalwahl 2023 errang die Wählergemeinschaft "Wir für Wakendorf I" erneut alle neun Sitze in der Gemeindevertretung. Die Wahlbeteiligung betrug 59,9 Prozent.

### Wappen
Blasonierung: „In Silber ein erhöhter, mit einem silbernen Wellenfaden belegter blauer Wellenbalken, begleitet oben von einem roten Räderpflug, unten von einem aufrechten grünen Kastanienblatt.“

## Verkehr
Wakendorf I verfügt über einen Haltepunkt an der Bahnstrecke Neumünster–Bad Oldesloe.